# Eugen Oker
Eugen Oker, eigentlicher Name Friedrich „Fritz“ Gebhardt,  (* 24. Juni 1919 in Schwandorf in der Oberpfalz; † 14. März 2006 in München) war Spielekritiker der ZEIT, der Frankfurter Rundschau und des Bayerischen Rundfunks, Zeichner und Verleger. Als Schriftsteller wurde er mit den Babbageschichten bekannt.

## Leben
Aufgewachsen ist Eugen Oker in Schwandorf. Er besuchte die Oberrealschule (heute: Gregor-Mendel-Gymnasium) in Amberg und ließ sich zunächst zum Vermessungstechniker (Fotogrammeter), später dann – im elterlichen Betrieb – zum Ofensetzermeister ausbilden. Nach Kriegsende war er auch als Fußballreporter, Zeitungskorrespondent und Buchhändler tätig. Seit 1970 lebte Eugen Oker als Freier Schriftsteller in München. 1980 Gründung des Verlages Kuckuck & Straps in München, in dem hauptsächlich eigene Bücher und Bücher von Freunden verlegt wurden.
Eugen Oker verfasste als Erster in den Jahren 1964 bis 1971 Spielerezensionen für Die Zeit und später von 1972 bis 1975 für die Frankfurter Rundschau. In der Presse wurde er des Öfteren als „Spielepapst“ bezeichnet. Am 26. Januar 1971 war er als Spielekritiker zu Gast bei Robert Lembke im heiteren Beruferaten Was bin ich?
Oker bearbeitete Spiele auch redaktionell und verfasste Spielanleitungen, wie für das Spiel Agent von Eric Solomon.
1991 gründete er die Schirgelpostille, erste und einzige Zeitschrift der Welt für die Betrachtung von Raumbildern ohne optische Hilfsmittel.

## Auszeichnungen
- Astrid-Lindgren-Preis 1973 für Babba, sagt der Maxl
- Deutscher Spiele Preis: Sonderpreis für die Begründung der deutschsprachigen Spielekritik, 1994
- Friedrich-Baur-Literaturpreis der Bayerischen Akademie der Schönen Künste, 1999
- Bundesverdienstkreuz 1. Klasse, 2001

## Werke
- Winnetou in Bayern, 1961, ISBN 978-3934863071
- Eine Sprache viele Zungen, 17 Dialektgedichte, 1966
- Eugen Oker’s Spielwiese, Essays über Spiele, 1968
- Parodi, Literarisches Kartenspiel, 1969
- Babba, sagt der Maxl, du musst mir eine Geschichte erzählen, Familienbuch, 1973 (als Hörbuch 2005)
- Die Chiemseeflotte
- Spiele der Welt, Das schönste Buch über Spiele aus aller Welt, welche die Jahrhunderte überdauert haben, 1976
- Denkspiele der Welt, Deutsche Bearbeitung und Einrichtung, 1977
- So was schüins mou ma soucha, Oberpfälzer Mundartlyrik, 1978
- Lebensfäden, Schelmenbiografien, 1979
- Zum Teufel mit meinem Garten, Antigartenbuch, 1979
- … und ich der Fahnenträger, fiktives Tagebuch eines Hitlerjungen, 1980
- Der Elefant, der Maxl, der Babba und die Klasse 4b, Familienbuch II, 1980
- Scheißmaschin, Von Geräten, Apparaten, Instrumenten und Institutionen, die uns das Leben erleichtern, indem sie es uns zur Hölle machen, 1980
- Bayern wo’s kaum einer kennt. Bayerische Raritäten, Band I, 1982
- Bayern wo’s kaum einer kennt. Bayerische Raritäten, Band II, 1983
- Wortspielereien, Wortspielereien und Sprachspiele, 1984
- Es war einmal ein Mann …, Kindergedichte, 1984
- Bayern wo’s kaum einer kennt. Bayerische Raritäten, Band III, 1985
- Spiele der Welt (Hrsg.), 1985
- Bayern wo’s kaum einer kennt. Bayerische Raritäten, Band IV, 1986
- Lebenspullover. Die Abenteuer des Fritz Kagerer aus Schwanheim. Roman, 1986
- Der Kuckuck von Timbuktu oder Tiere sind auch Menschen, Aufschlußreiche, bebilderte Verse zu Viechern und Vögeln aus Brehms Tierleben, 1987
- Wie sagt man in Bayern zu … Ein gesamtbayerischer Dialekt-Atlas, 1988
- Die Konitzer Mordaffaire, eine Farce, 1989
- Bloß der König und andere Geschichten, 1993
- Knaurs neues Spielebuch für die ganze Familie, 1994
- So wos Schüins mou ma soucha, Gedichte im Oberpfälzischen Dialekt, 1995
- Zahlbar nach dem Endsieg, Kriegsroman 1996